# Roscheria melanochaetes
Roscheria melanochaetes är en enhjärtbladig växtart som först beskrevs av Hermann Wendland, och fick sitt nu gällande namn av Hermann Wendland och Isaac Bayley Balfour. Roscheria melanochaetes ingår i släktet Roscheria och familjen Arecaceae. Inga underarter finns listade i Catalogue of Life.